# Tegenaria dorsata
Tegenaria dorsata är en spindelart som beskrevs av Toshio Uyemura 1936. Tegenaria dorsata ingår i släktet husspindlar, och familjen trattspindlar. Inga underarter finns listade i Catalogue of Life.